# Itzhak Luria
Itzhak ben Shlomo Ashkenazi Luria cunoscut și ca HaArí Hakadosh (Leul cel Sfânt) sau HaArí Zal (Zihronó livrahá) ( (HaArí, Amintirea fie-i binecuvântată) (în ebraică:יִצְחָק בן שלמה לוּרְיָא אשכנזי, n. 1534, Ierusalim – d. 25 iulie 1572, Safed) a fost un rabin, teolog și mistic evreu palestinian, care a activat în Egipt și in ultimii doi ani ai vieții la Safed (Tzfat) în timpul dominației otomane în Palestina. Luria este considerat cel mai însemnat dintre „cabaliștii din Safed” din secolul al XVI-lea și autorul unei noi metode de cabală, cunoscută sub numele de „Cabala contemporană” sau Cabala lurianică. Ea a fost transmisă de el în lecții orale și compilată în scris de către elevii săi, cunoscuți sub denumirea „Gurėi Haari” („Puii leului”).
În timpul vieții Luria a așternut în scris doar câteva poezii liturgice.
Luria a murit la Safed și a fost înmormântat în vechiul cimitir evreiesc din oraș.

## Variante ale numelui
Numele complet al lui Itzhak Luria era în ebraică Itzhak ben Shlomo Ashkenazi Luria, adică Isaac, fiul lui Solomon Ashkenazi Luria. Numele Ashkenazi, moștenit de la tatăl său, indica originea sa așkenază, din ținuturi ale Germaniei sau Poloniei. Mama sa era sefardă.
În tradiția iudaică Luria este onorat cu numele ARI - cuvânt care poate însemna Leul sau poate fi un acronim, ca de pildă:
HaElohi Rabi Itzhak - Divinul Rabi Itzhak ori Ashkenazi Rabi Itzhak sau Adonenu Rabi Itzhak - Domnul nostru, Rabi Itzhak
El este adesea cunoscut ca „Ari Hakadosh” - adică „Leul cel sfânt.”

## Biografia
Luria s-a născut în cartierul vechii comunități evreiești din Ierusalim în anul 1534 ca fiu al unei evreice sefarde si al lui Shlomo Luria Ashkenazi, a cărui familie provenea dintr-o familie de rabini și învățați așkenazi din nordul Italiei. Aceștia ar fi fost înrudiți cu renumitul comentator al Bibliei, Rashi, și prin el cu seminția regelui David în persoană.
După o legendă menționată în „Sefer Hakavanot umaasè  hanissim" într-o zi când tatăl lui Luria rămăsese să studieze singur în sinagogă, i-a apărut în față prorocul Ilie (Eliyahu Hanavi) și i-a spus: 
„Am fost trimis la tine de Cel Atotputernic să-ți aduc de veste ca sfânta ta soție va cădea grea și îți va naște un băiat și îi vei da numele de Itzhak. El va începe să-l izbăvească pe Israel de Klipot (coji - forțele răului). Prin el multe suflete își vor găsi îndreptarea Tikun. El va fi sortit să deslușească multe din tainele Torei și să le tălmăcească în cartea Zohar. Vestea lui va ajunge în toată lumea. Ai grijă să nu-l tai împrejur înainte de venirea mea ca să-i fiu naș (Sandak)”
În copilărie, după propria mărturie, ar fi primit la Ierusalim cele dintâi lecții de Cabala de la un învățat numit Kalonymos. 
După moartea tatălui său, familia lui Luria s-a mutat în casa unui unchi din partea mamei din Egipt, Mordehai Frances, care era mai mare peste vameși. Luria însuși a trăit și studiat în cadrul comunității sefarde din Egipt, fiind acolo discipolul lui rabinului David ben Shlomo Ibn Abi Zimra (cunoscut și sub acronimul Radbaz)  precum și al unui unchi din partea tatălui, rabinul Betzalel Ashkenazi, autorul cărții „Shitá Mekubètzet”.
La vârsta de 15 ani s-a căsătorit cu fiica unchiului său matern.
După tradiția transmisă de ucenicii săi, Luria a trăit în casa unchiului său până la 36 ani, și de la vârstă de 22 ani vreme de 7 ani s-a izolat pe o insulă de pe Nil și s-a adâncit în tainele Cărții Zohar. În acea perioadă își vizita familia numai la sfârșit de săptămână, și vorbea puțin și numai în ebraică și aramaică. După legendă, a avut atunci viziuni, între altele cu prorocul Ilie (Eliyahu), care i-a poruncit să urce iar în Țara Israelului, unde se născuse. Nopțile se visa întreținându-se cu marii învățați de altădată. În Egipt a mai fost Luria și învățător al textelor sacre și, după unele documente găsite în Gheniza din Cairo, s-a întreținut din comerțul de condimente și grâne.
  
.

## Învățătura lui
În anul 1569 Luria s-a reîntors în Palestina, și, după o scurtă ședere la Ierusalim, unde sistemul sau cabalistic s-a lovit de neîncredere, s-a stabilit la Safed, împreună cu soția și cele doua fiice ale sale.
Acolo s-a alăturat cercului de cabaliști de sub conducerea rabinului Moshe Cordovero.  Acestui cerc aparțineau  personaje precum Shlomo Alkabetz, Yosef Karo, Moshe Alshekh, Eliyahu de Vidas, Yosef Hagez, Elisha Galadoa și Moshe Bassola. Luria  a devenit discipolul lui Cordovero. Yosef Sambari (1640-1703), cronicar al comunității evreiești din Egipt, amintește că Luria învățat o scurtă vreme de la Cordovero, care a murit, însă curând, în anul 1570, la 23 Tamuz (27 iunie). Apoi el i-a moștenit locul ca promotor al Cabalei în oraș.
El a avut două feluri de ucenici: novici, care au învățat de la el Cabala elementară, și inițiați, cărora el le-a transmis învățaturile tainice și formulele de invocare și conjurare. Cel mai vestit dintre inițiați a fost rabinul Haim Vital, care după opinia lui Luria, avea un suflet care nu fusese pătat de păcatul originar al lui Adam. Împreună cu Vital, a obișnuit Luria sa frecventeze mormântul rabinului Shimon Bar Yohai și ale altor învățați însemnați. Se spune că acele morminte nu erau marcate, și că identitatea lor le-a fost cunoscută din revelații ale prorocului Ilie.
Cercul cabalistic al lui Luria s-a mărit cu timpul și a ajuns să se desparta ca o obște de sine stătătoare, în care doctrinele mistice au dobândit întâietate, având greutate în toate ceremonile religioase. Sâmbăta Luria însuși se îmbrăca în alb, în patru veștminte simbolizând cele patru litere ale Tetragramei.
Învățăceii vedeau în el un sfânt făcător de minuni. Se pare ca el însuși credea că el este Mashiah ben Yossef, prevestitorul lui Mesia, fiul lui David.
Luria a murit în anul 1572 în cursul unei epidemii, la vârsta de numai 38 ani.
Fiicele sale s-au măritat la Safed: Ahsa - cu rabinul Shlomo Saggis, conducătorul ieșivei din Safed, și mentorul rabinului Yosef Mitrani (HaMaharit), iar cea de-a doua - cu fiul rabinului Yosef Karo.
Tradiția mai povestește că el a mai avut și un fiu, care ar fi murit după ce rabinul a împărtășit ucenicilor săi niște taine cabalistice foarte ascunse, fiind așa pedepsit din cer.
Numeroși evrei din cei izgoniți din Spania credeau ca a sosit vremea judecății care preceda venirea lui Mesia în Galileea. Venind în Palestina în anticiparea acestui eveniment, și-au găsit multă mângăiere în învățăturile lui Luria.
Luria nu le-a împărtășit în scris, ci le-a expus doar prin vorbă, improvizând, dar învățăceii săi le-au transcris și până în anul 1650 ele s-au răspândit între evreii din întreaga Europă. 
În schimb el a lăsat câteva poezii cabalistice în limba aramaică care se intonează la cina din ajunul Sâmbetei.
Adevăratul exponent și propagator al sistemului cabalistic lurianic a fost principalul sau discipol, Haim Vital (1543 Safed - 1620 Damasc). El a adunat toate notițele făcute de discipolii lui Luria, și pe baza lor  a redactat mai multe cărți, cea mai importantă dintre ele fiind „Etz Hahaim” (Arborele vieții) în opt volume.
Această carte a circulat la început în copii manuscrise. Fiecare din discipolii lui Luria și-au luat obligația, sub amenințarea cu excomunicarea, că nu vor permite difuzarea acestor copii în țări străine. De aceea o vreme toate manuscrisele ei rămăseseră în Palestina. Dar, în cele din urmă, unul a ajuns în Europa și a fost tipărit în 1772 la Zolkiew, de către Itzhak Satanow.
În el erau expuse învățăturile bazate pe Zohar ale Cabalei lurianice, inclusiv cele teoretice, cât și cele de practică religioasă  și meditative.

### Personalitatea și influența sa asupra studiilor cabalistice
Luria nu s-a eschivat de a cugeta asupra traumatismului psihic pe care l-au suferit evreii izgoniți din Peninsula Iberică în anii 1492-1498. Acest eveniment și-a pus pecetea asupra vieții a zeci de mii de evrei din vremea aceea și a trezit dileme și întrebări existențiale. El a vrut să întărească moralul discipolilor săi din Diaspora prin alegoria Luminii captive - Or Haganuz - ascunsă între cojile de impuritate. După credința sa, cu venirea Mântuitorului se va produce repararea - Tikun - și toți fiii lui Israel se vor readuna în vechea lor patrie, iar întreaga lume va fi mântuită. 
Haim Vital, într-una din prefețele la cartea „Etz Hahaim” a remarcat admirativ știința lui Luria, despre care se apunea că ar fi stăpânit nu numai înțelepciunea din cărțile sfinte, dar și vorba animalelor, păsărilor și plantelor și a lucrurilor neînsuflețite, graiul îngerilor, ar fi văzut spiritele ieșind din trupuri, urcând în ajunul de sâmbătă în rai. și ar fi vorbit și cu cei drepți aflați în lumea cealaltă, de la care învăța tainele Legii.

## In memoriam
- În amintirea sa, la sfârșitul secolului al XVI-lea a fost zidită la Safed Sinagoga Ari Ashkenazi. De asemenea Sinagoga sefardă cea mai veche din Safed, în care s-a rugat, și încă o sinagogă la Ierusalim au fost numite după el.
- Ziua de 5 a lunii Av, în care a decedat, este comemorată prin pelerinaje și ceremonii la mormântul sau.